# Jeremy Spencer

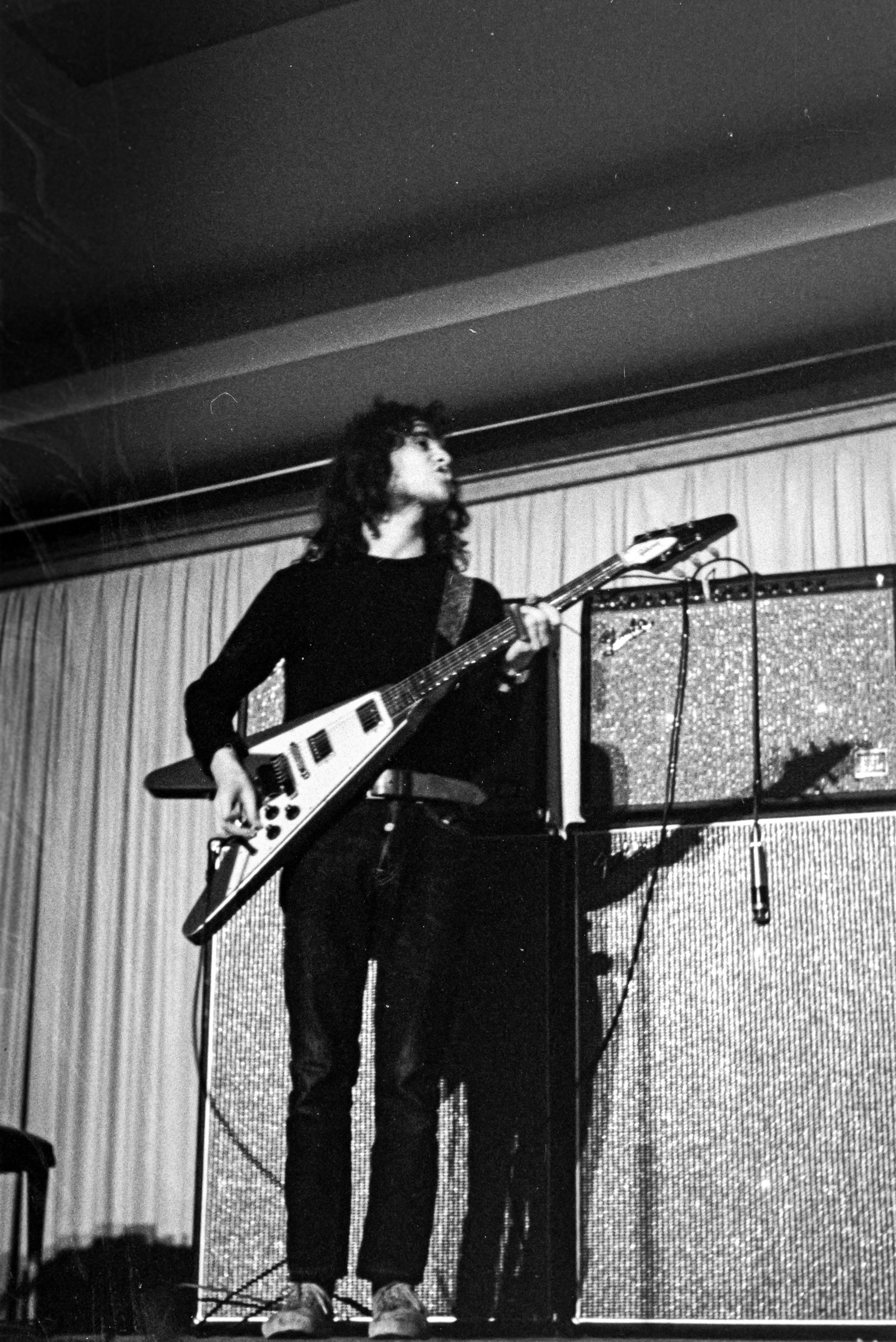
Jeremy Spencer mit Fleetwood Mac, Hannover 1970

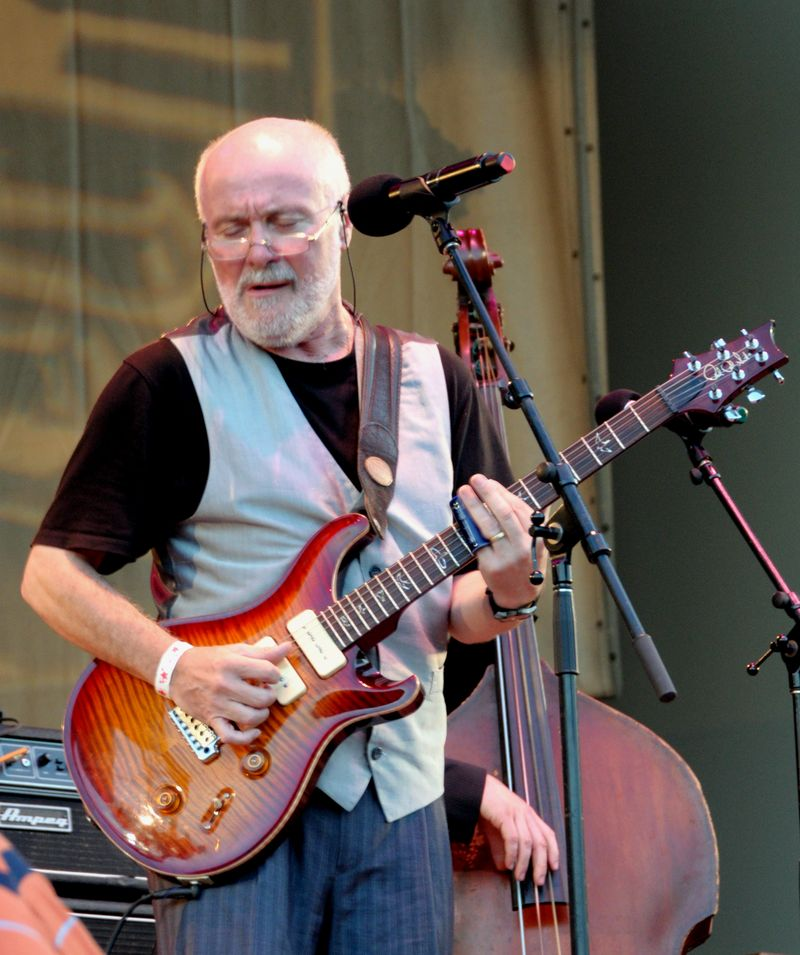
Jeremy Spencer, Chicago 2009

Jeremy Spencer (* 4. Juli 1948 in Hartlepool) ist eines der Gründungsmitglieder der britischen Rock-Blues-Band Fleetwood Mac. Entdeckt wurde er von Mike Vernon bei einem Auftritt mit seiner Band, den „The Levi Set Blues“, in Birmingham.

## Karriere
Obgleich Vernon keine Zukunft für den Rest der Band sah, war er von Spencers Slidegitarrenspiel beeindruckt: „Jeremy really blew me away.“ Jeremy war eher klein, mit schwarzen lockigen Haaren, nicht anders als Peter Green, und spielte Slide mit einer großen halbakustischen E-Gitarre. Vernon, der wusste, dass Peter Green einen Gitarristen für seine Band suchte, arrangierte ein Treffen der beiden. Bald danach fingen sie an, zusammen mit dem Schlagzeuger Mick Fleetwood und dem Bassisten Bob Brunning zu proben. Spencer war erst 18 Jahre alt, als er bei Peter Green’s Fleetwood Mac bzw. Fleetwood Mac – wie sich die Band später nannte – einstieg.
Spencers Beitrag zur Band bestand aus Coverversionen von alten Elmore-James-Songs. Er imitierte James so perfekt, dass Mick Fleetwood einmal sagte: „Jeremy ist wie ein Chamäleon, im besten Sinne des Wortes natürlich“. Die Fähigkeit Jeremys, Rock-’n’-Roll-Größen wie Elvis, Little Richard oder Buddy Holly nachzuahmen, brachte die Band dazu, Parodien von bekannten Popsongs aus den fünfziger Jahren zu spielen.
Trotz seiner unterhaltenden Parodien war Spencer ein Musiker, dem es nicht unbedingt lag, eigene Songs zu schreiben, was er immer abgelehnt hatte. Im Januar 1970, nach der Veröffentlichung der LP „Then Play On“, zu der Spencer lediglich eine kleine Klavier-Passage (Oh well part 2) beisteuerte, veröffentlichte er ein Soloalbum mit Rock-’n’-Roll-Satire, auf dem er von Rockabilly über Boogie, Elvis Presley bis hin zu Pink Floyd alles parodierte. Das Album wurde zusammen mit den anderen Fleetwood Mac-Mitgliedern eingespielt. Es gab sogar ein Gespräch zwischen Peter Green und Spencer, zusammen eine epische Platte mit religiösen Themen aufzunehmen, aber dazu kam es nie.
Nachdem Peter Green Fleetwood Mac im Mai 1970 verlassen hatte, nahm Jeremy noch eine letzte Platte, „Kilnhouse“, mit der Band auf. Er war mit seiner (und Danny Kirwans) Aufgabe – das Loch zu füllen, das Peter Green hinterlassen hatte – recht unzufrieden. „Alles, was ich spielen kann, ist Rock ’n’ Roll. Peter war ein entwickelter Musiker. Ich könnte nicht das Material liefern, das die Leute jetzt von uns erwarten.“
Zwei Wochen später, bei ihrer Tour zur Präsentation des Albums, verschwand Jeremy in Los Angeles. Er hatte das Hotel um 3:00 Uhr nachmittags verlassen, um eine Buchhandlung auf dem Hollywood Blvd. zu besuchen. Auf dem Weg dorthin wurde er auf der Straße von einem Mitglied der religiösen Sekte „Kinder Gottes“ angesprochen. Da er am Abend des Konzertes nicht auftauchte, wurde die Polizei eingeschaltet. Fünf sorgenerfüllte Tage später ließ sich Jeremys Spur bis zum Hauptquartier der „Kinder Gottes“, einem Lagerhaus im Stadtzentrum von L. A., verfolgen. Um Spencer sehen zu können, musste sein Manager Clifford Davis eine Geschichte über eine ernsthafte Krankheit von Jeremys Frau Fiona erfinden. Laut der Aussage eines Roadies von Fleetwood Mac, der mit dabei war, ging Spencer benommen herum wie ein Zombie, ganz als hätte man ihn einer Gehirnwäsche unterzogen. „Es tat mir innerlich weh, ihn so zu sehen. Sein Kopf war rasiert und er antwortete jetzt auf den biblischen Namen Jonathan.“ Davis und Spencer unterhielten sich 3 Stunden lang, während Mitglieder des Kultes Jeremys Arme rieben und wiederholt „Jesus liebt dich“ sangen. Ganz wie Peter Green fühlte sich auch Jeremy der ganzen Verehrung unwürdig, die er mit der Band erhalten hatte. Ironischerweise baten die restlichen Bandmitglieder Peter Green, für Jeremy einzuspringen, was dieser auch tat.
1975, als Jeremy nach London zurückkehrte, formierte er eine neue Band mit dem Namen „Albatross“ mit anderen Mitgliedern der „Kinder Gottes“. Selbstverständlich umfasste ihr Repertoire „seine unermüdlichen Tribute an Elmore James, dieses Mal vermutlich mit einer sauberen Gewissenhaftigkeit gespielt.“ 1979 veröffentlichte er das Album „Flee“.
Jeremy ist bis heute ein Teil der „Familie“, wie die „Kinder Gottes“ heute genannt werden, und ist noch immer ein begeisterter Musiker.
Im März 1995 spielte er bei einigen Konzerten in Indien mit der Gruppe „Heart to Heart“, die ebenfalls aus Mitgliedern der „Familie“ besteht. Außerdem trat er Anfang 1998 in Bombay und in Neu-Delhi auf. Am 12. Februar 1998 wurde er in die Rock ’n’ Roll Hall of Fame in New York aufgenommen.
Im Jahre 2006 erschien ein neues Album, in Norwegen mit norwegischen Musikern aufgenommen.

## Werke

### Mit Fleetwood Mac
- Fleetwood Mac (Blue Horizon, 1968)
- Mr. Wonderful (Blue Horizon, 1968)
- English Rose (Epic, 1969, nur in den USA)
- The Pious Bird Of Good Omen (Blue Horizon, 1969, nur in Großbritannien)
- Then Play On (Reprise, 1969)
- Fleetwood Mac In Chicago/Blues Jam In Chicago Vol. 1 & 2 (Blue Horizon, 1969)
- Kiln House (Reprise, 1970)
- The original Fleetwood Mac (Blue Horizon, 1971; Aufnahmen aus 1967 und 1968)
- Live At The BBC (Castle 1995, Aufnahmen von 1967 bis 1971)
- Shrine '69 (Rykodisc 1999, aufgenommen 1969)
- Live at the Boston Tea Party, vols 1-3 (Snapper 1998, aufgenommen 1970)
- Madison Blues - Live & Studio Recordings (Shakedown, 2002; Aufnahmen aus 1970, ohne Peter Green sowie eine Interview-DVD mit Jeremy aus 2002)

### Solo
- Various Artists: British Blues Heroes (CBS, 1969; 2 Stücke von Jeremy Spencer)
- Jeremy Spencer (Reprise, 1970)
- Jeremy Spencer & the Children (CBS, 1972)
- Jeremy Spencer Band: Flee (Atlantic, 1979)
- In Concert - India 1998 (Polygram India, 1999; Download von seiner Website)
- Precious little (Bluesdown, 2006)
- In Session (Secret, 2008)
- Jeremy Spencer with the Dave Herrero Band Live In Chicago (Lineage, 2009)
- Bend In The Road (Propelz, 2012)
- Coventry Blue (Propelz, 2014)